# Guggisberg
Guggisberg (gsw. Guggischbärg) – gmina (niem. Einwohnergemeinde) w Szwajcarii, w kantonie Berno, w regionie administracyjnym Bern-Mittelland, w okręgu Bern-Mittelland. Liczy 1 490 mieszkańców.

## Transport
Przez teren gminy przebiega droga główna nr 232.